# پینت کریک (اوهایو)
پینت کریک (اوهایو) (به انگلیسی: (Paint Creek (Ohio) رودخانه‌ای است که در ایالات متحده آمریکا جریان دارد.